# هوارد تی. اودم
هوارد تی. اودم (انگلیسی: Howard T. Odum؛ ۱ سپتامبر ۱۹۲۴ – ۱۱ سپتامبر ۲۰۰۲) یک دانشمند بوم شناس اهل ایالات متحده آمریکا بود. وی برندهٔ جوایزی همچون جایزه کرافورد شده‌است.